# Jachapampa (Malla)
Jachapampa (auch: Jachcha Pampa) ist eine Ortschaft im Departamento La Paz im südamerikanischen Andenstaat Bolivien.

## Lage im Nahraum
Jachapampa liegt in der Provinz Loayza und ist der siebtgrößte Ort im Cantón Malla im Municipio Malla. Die Ortschaft liegt auf einer Höhe von 3830 m in einem der östlich gelegenen Täler der Serranía de Sicasica nahe der Kordillere Quimsa Cruz, am rechten, nordöstlichen Ufer des Flüsschens Río Grande, das über den Río Poroma und den Río Jachuma Jahuira zum Río Luribay fließt.

## Geographie
Jachapampa liegt zwischen dem bolivianischen Altiplano im Westen und dem Amazonas-Tiefland im Osten. Die Region weist ein typisches Tageszeitenklima auf, bei dem die Temperaturunterschiede zwischen Tag und Nacht größer sind als die mittleren Temperaturunterschiede zwischen den Jahreszeiten.
Die mittlere Durchschnittstemperatur der Region liegt bei 9 °C, der Jahresniederschlag beträgt 500 bis 600 mm (siehe Klimadiagramm Viloco), mit einer ausgeprägten Trockenzeit von Mai bis August mit Monatswerten von unter 15 mm Niederschlag.

## Verkehrsnetz
Jachapampa liegt in einer Entfernung von 201 Straßenkilometern südöstlich von La Paz, der Hauptstadt des gleichnamigen Departamentos.
Von La Paz führt die asphaltierte Nationalstraße Ruta 1 in südlicher Richtung über El Alto nach Süden. Zwölf Kilometer südlich von El Alto zweigt eine Landstraße nach Südosten ab und folgt dem Río Cala Jahuira 20 Kilometer flussaufwärts. Von dort zweigt eine unbefestigte Stichstraße Richtung Nordosten ab und erreicht nach weiteren 35 Kilometern Sapahaqui. Die Piste folgt dem Verlauf des Río Sapahaqui bis zur Ortschaft Caracato und weiter dem Río Caracato nach Norden bis Khola und von dort weitere 61 Kilometer in südöstlicher Richtung über Viloco nach Jachapampa.

## Bevölkerung
Die Einwohnerzahl der Ortschaft ist in dem Jahrzehnt zwischen den beiden letzten Volkszählungen auf weniger als die Hälfte zurückgegangen:
| Jahr | Einwohner         | Quelle       |
| ---- | ----------------- | ------------ |
| 1992 | keine Detaildaten | Volkszählung |
| 2001 | 389               | Volkszählung |
| 2012 | 165               | Volkszählung |
| 2024 |                   | Volkszählung |